# バオ・ニン
バオ・ニン（Bảo Ninh / 保寧、1952年10月18日 - ）は、ベトナムの小説家。ゲアン省出身。ベトナム戦争の従軍体験を元に書いた小説『戦争の悲しみ』で国際的な評価を得て、ドイモイ文学の代表的な作家とされる。本名はホアン・アウ・フォン(Hoàng Ấu Phương / 黃幼芳)。

## 経歴
両親はグエン朝の首都フエに住んでいたが、1946年にフランスによって再占領されたためにベトナム民主共和国支配地域のゲアン省に疎開、このディエンチャウで生まれた。父のホアン・トエは言語学者で、1970年代には言語研究所長も務めた。バオ・ニンというペンネームは、父方の一族の故郷であるクアンビン省ドンホイ県バオニン郡からとられている。
1954年にフランスがジュネーヴ協定に基づきベトナム北部から撤退したため、一家でハノイに移った。しかし1965年にアメリカの北爆開始により、隣接するソンタイ省（現：ハノイ市）タックタット県に疎開。1967年にハノイの名門校で、当時フンイエン省に疎開していたチュー・ヴァン・アン普通学校高等部に入学、9、10学年を過ごして1969年卒業、ベトナム人民軍陸軍に入隊する。1970年に北緯17度線以南の中部高原タイ・グエンに配置され、以後この周辺の地域での戦闘に従事、1973年のパリ協定以降の内戦時代に偵察小隊長となる。1975年のホー・チ・ミン作戦によるサイゴン攻略に参加。戦争終結から半年間は、中部高原などで戦没者の遺骨収集に携わり、11月にハノイに帰還した。
ハノイで大学に通いながら、いくつかの職を経験し、1987年にグエン・ズー文芸学校に入学、短編小説の執筆を始める。1989年に短編集『「7人の小人」農場』を出版。1990年に長編小説『戦争の悲しみ』を書き上げ、草稿をベトナム作家協会に提出、題名を『愛の行方』に変えることを条件にベトナム作家協会賞を受賞し、1991年に出版された。これは3000部がたちまち売り切れ、次々に回し読みされて、インテリ層、学徒出身退役軍人などに広く読まれた。
『戦争の悲しみ』は1993年にイギリスで翻訳・出版され、続いて10数カ国で出版される。1995年にイギリスインデペンデント紙の外国小説優秀作品賞、1997年にはデンマークのALOA賞を受賞した。1997年に、ベトナム作家協会の機関誌『ヴァンゲ』の常勤編集委員となり、執筆の他に編集や講義などの活動も行う。

## 作品

### 戦争の悲しみ
バオ・ニンが小説を書き始めた1980年代後半のベトナムは、それまで社会主義リアリズム一辺倒だった文学にもドイモイの影響が及び、検閲も大幅に緩和され、現実をあるがままに表現しようという傾向が生まれたドイモイ文学の勃興期だった。バオ・ニンはまた、この先駆的な作家であるグエン・ゴックに強く影響を受けた。
『戦争の悲しみ』は、作者にも重なる経歴を持つ主人公キエンの、ベトナム戦争従軍時の悲惨な体験、及び戦後の生活についての断片的なエピソードを、フラッシュバックのように積み重ねて物語られる。個々のエピソードは、兵士としての記憶も、戦後になって小説を書き始めることなども含めて、作者自身の体験に基づいているが、全体にはフィクションとなっている。出版後にはインテリ層には好評を受けたが、人民軍将兵をありのままに描いたことに対する反発も受け、1992年の第2刷以降は再版されず、人民軍機関誌『クァンドニャザン』は1995年に「国民の愛国心を弱め、人民軍の名誉ある歴史に泥を塗る」といった批判を行った。各国で翻訳されるようになると、「『西部戦線異状なし』に匹敵する」『ザ・ニューヨーカー』誌）、「あの長期戦争がベトナムに残した深い悲しみと罪の傷痕を、またそのことについての米国人の無知を教えてくれる」（『ワシントン・ポスト』紙）など高い評価を得た。日本では1997年に翻訳・出版され、2008年に『池澤夏樹個人編集 世界文学全集』に改訳版が収録された。池澤は「戦争に関する文学である以上に悲しみについての文学である」、「ヴェトナム戦争が生んだいちばんいい作家がバオ・ニンである」と評している。

### 主要作品リスト
- 『「7人の小人」農場』Trại bảy chú lùn 1989年（短編集）
- 『戦争の悲しみ』Thân phận của tình yêu（『愛の行方』Nỗi buồn chiến tranh） 1991年
- 『船べりの刻印』Khắc dấu mạn thuyền 1996年（短編集）
- 『交通渋滞中の思考あれこれ』Lan man trong lúc kẹt xe 2005年（短編集）

## 注
1. ↑  井川和久「『戦争の悲しみ』解説」
2. ↑  池澤「社会の不条理と個人の魂」
3. ↑  池澤「ぼくがこの作品を選んだ理由」